# These Waters
These Waters is de debuut-ep van Ben Howard.
These Waters kwam uit in eigen beheer in 2009 en is alleen verkrijgbaar bij optredens.
Het album werd in 2 dagen opgenomen, terwijl de band nog niet echt wist wat ze aan het doen waren.

## Nummers
- The Wolves
- Cloud Nine
- London
- These Waters
- Move like you want
- The Fire (bonus track)